# Майк Стейнс
Майк Стейнс (англ. Mike Staines, 30 травня 1949) — американський академічний веслувальник.
Срібний призер Олімпійських Ігор 1976 року в складі розпашної двійки без стернового, учасник 1972 року.